# Krzysztof Maciaś
Krzysztof Maciaś (ur. 14 maja 2004 w Nowym Targu) – polski hokeista, reprezentant Polski.
Hokeistami zostali jego matka Agnieszka Paprocka-Maciaś (ur. 1980) i brat Kacper (ur. 2003).

## Kariera
- HC Poruba B U16 (2017/2018)
- HC Poruba U16 (2017/2018)
- HC Poruba U17 (2019-2020)
- HC Vítkovice U17 (2020-2021)
- HC Vítkovice U20 (2021-2023)
- HC Vítkovice (2022-2023)
  -  Draci Šumperk (2023)
- Prince Albert Raiders (2023-2025)
- Moose Jaw Warriors (2025)
- HC Vítkovice (2025-)

Wychowanek Podhala Nowy Targ. Karierę rozwija w Czechach, od 2017 w zespołach juniorskich HC Poruba, a od 2020 w strukturze HC Vítkovice. 25 września 2022 zadebiutował w seniorskim zespole klubu w meczu ekstraligi czeskiej i strzelił w nim gola. Pod koniec stycznia 2023 wypożyczony do Draci Šumperk. Na początku lipca 2023 został wybrany w CHL Import Draft 2023 w pierwszej rundzie z numerem 15 przez kanadyjski klub Prince Albert Raiders z ligi Western Hockey League. W lipcu 2023 podpisał kontrakt z tym klubem, a we wrześniu tego roku podjął występy w WHL. Na początku stycznia 2025 został przetransferowany do innej drużyny z ligi WHL, Moose Jaw Warriors.
W kwietniu 2025 został ponownie ogłoszony graczem HC Vítkovice.
W barwach reprezentacji Polski do lat 18 uczestniczył w turnieju mistrzostw świata juniorów do lat 18 edycji 2022 (Dywizja IB). W barwach reprezentacji Polski do lat 20 w turnieju mistrzostw świata juniorów do lat 20 edycji 2022, 2023 (Dywizja IB). 11 listopada 2018 mając 18 lat zadebiutował w meczu seniorskiej reprezentacji Polski podczas turnieju towarzyskiego Baltic Challenge Cup i zdobył trzy gole. Uczestniczył w turnieju mistrzostw świata edycji 2024 (Elita).

## Sukcesy
Indywidualne
- Mistrzostwa świata do lat 18 w hokeju na lodzie mężczyzn 2022 (I Dywizja)#Grupa A:
  - Czwarte miejsce w klasyfikacji asystentów turnieju: 5 asyst[16]
  - Szóste miejsce w klasyfikacji kanadyjskiej turnieju: 7 punktów[17]
  - Najlepszy zawodnik reprezentacji w turnieju[18]
- Mistrzostwa Świata Juniorów w Hokeju na Lodzie 2023 (I Dywizja)#Grupa B:
  - Pierwsze miejsce w klasyfikacji strzelców turnieju: 7 goli[19]
  - Pierwsze miejsce w klasyfikacji kanadyjskiej turnieju: 10 punktów[20]
  - Najlepszy zawodnik reprezentacji w turnieju[21]